# Wladimir Walerjewitsch Bure
Wladimir Walerjewitsch Bure (russisch Владимир Валерьевич Буре; * 4. Dezember 1950 in Norilsk; † 3. September 2024 in Miami) war ein sowjetischer Schwimmer und mehrfacher Medaillengewinner bei Olympischen Spielen, Welt- und Europameisterschaften über die kurze Kraulstrecke.

## Biografie und sportliche Laufbahn
Sein Vater Waleri Wladimirowitsch Bure (1912–1974), seiner Zeit sowjetischer Wasserballspieler und Trainer, war Urenkel des Schweizer Uhrmachers und Uhrhändlers Pawel Bure (eigentlich Paul Leopold Buhré; 1810–1882). Dessen Vater Karl Buhré eröffnete 1815 in Sankt Petersburg ein erfolgreiches Uhrgeschäft, welches von seinem Sohn weitergeführt wurde.
Wladimir Bure gewann bei den Olympischen Spielen 1972 in München die Bronzemedaille über 100 m Freistil. Bei den Europameisterschaften 1974 in Wien startete er über 100 m Freistil als Favorit, wurde aber vom Deutschen Peter Nocke hauchdünn um eine Hundertstelsekunde bezwungen. Bei den darauf folgenden Europameisterschaften 1977 in Jönköping misslang ihm die ersehnte Revanche und er musste sich über die gleiche Strecke wiederum dem dieses Mal deutlich überlegenen Nocke geschlagen geben.
Wladimir Bure war der Vater der beiden Eishockeyspieler Pawel Bure und Waleri Bure.